# Accident ferroviaire de Torre del Bierzo
L’accident ferroviaire de Torre del Bierzo a eu lieu en Espagne le 3 janvier 1944 dans un tunnel de la ligne à voie unique allant de Palencia à La Corogne, à proximité de Torre del Bierzo, village de la comarque de El Bierzo situé dans la Province de León. Trois trains sont successivement entrés en collision, faisant 83 morts selon le bilan officiellement publié par les autorités. En réalité, le nombre des victimes a été à coup sûr beaucoup plus important, sans qu'il soit pour autant possible d'en fixer le chiffre exact, le régime franquiste ayant totalement censuré toutes les informations sur la catastrophe et sa gravité.

## Circonstances
Le train poste de Galice no 421  Madrid-La Corogne avait quitté Madrid le 2 janvier à 20 heures 30. Il était bondé de plusieurs centaines de voyageurs et sa composition avait été forcée à huit voitures et quatre fourgons, dont deux postaux, soit 436 tonnes. Le lendemain matin, en gare de León, à sa locomotive (d'une série dite «Américaine»), la 141 no 4532 de l'ancienne Compagnie du Nord, avait été ajoutée une seconde, plus lourde, appartenant à une série (dite «Mastodonte») initialement mise en service par la MZA (Compagnie du chemin de fer de Madrid à Saragosse et Alicante), et incorporée à la RENFE, entreprise publique issue de la nationalisation des chemins de fer en 1941 sous l'immatriculation 240-2423. Cette double traction devait permettre d'augmenter la puissance dans les rampes que comportait la suite du parcours, et aussi d'améliorer le freinage, car selon des témoins, celui de la machine 4532 était défectueux. 
En gare d'Astorga, le train, arrivé vers midi avec plus de deux heures de retard sur l'horaire, perdit neuf minutes supplémentaires pour vérifier les freins avant d'aborder le col de Brañuelas, d'où la voie, qui à cet endroit culmine à 1 052 m, plonge par des pentes atteignant 20‰ jusqu'à la gare de Torre del Bierzo située 320 mètres plus bas, en une vingtaine de kilomètres d'un parcours tourmenté formant une boucle autour d'une colline et comportant 19 tunnels.
Une fois passé Brañuelas, et amorcée la descente, le train s'arrêta comme prévu à La Granja de San Vicente, où en procédant à la visite des organes de  roulement de la machine de renfort, son mécanicien, Jesús Dones détecta une boite chaude l'empêchant de poursuivre sa route. La 240-2423 fut donc décrochée, et malgré le mauvais fonctionnement des freins de la locomotive 4532, la décision fut prise de ne pas demander un nouveau secours et de repartir avec elle seule. Faute de preuves concrètes, les raisons de ce choix demeurent incertaines, mais selon certains témoignages, le chef de la circonscription de Traction de León, Luis Razquin, voyageant dans le train et présent lors du retrait de la seconde machine, aurait exercé des pressions décisives sur le mécanicien Julio Fernández pour le convaincre de ne pas aggraver le retard du convoi. Cette hypothèse est plausible, mais n'a pu être confirmée, tous deux ayant perdu la vie dans l'accident.
Lancé dans la pente, l'express de Galice, que sa machine ne parvenait pas à freiner, devint incontrôlable. Le mécanicien, après avoir vainement tenté de renverser la vapeur, demanda bien par les coups de sifflet réglementaires le serrage des freins à mains des voitures, mais ceux-ci étaient ou bien hors d'état de fonctionner ou bien inaccessibles aux garde-freins à cause de l'entassement des voyageurs. On brûla ainsi l'arrêt prévu à la station d'Albares de la Granja, qui avertit par téléphone celle de Torre del Bierzo, située cinq kilomètres plus loin, où une locomotive (la 240-4421) manœuvrait une rame de trois wagons de marchandises sur la voie principale. Faute de temps pour la refouler sur une voie de garage, son mécanicien, Gonzalo López Eugenio, décida d'atténuer la violence de l'inévitable collision en partant dans le même sens que le train fou dans la descente vers Bembibre.

### Le premier choc
Les cheminots de Torre del Bierzo n'eurent pas le temps de disposer des traverses sur la voie pour tenter de stopper le convoi en dérive : il passa en trombe et s'engouffra dans le tunnel no 20, un souterrain de 168 mètres de long, aussi dit de Peña Callada, situé juste à la sortie de la gare. 
La rame en manœuvre ne l'avait pas encore quitté, et fut percutée par l'arrière. Ses deux derniers wagons, contenant du charbon, détachés par le choc, déraillèrent et furent broyés par la locomotive du train postal, qui escalada leurs débris et se coinça contre la voûte, formant un obstacle contre lequel les trois fourgons et les trois premières voitures s'écrasèrent et se disloquèrent, comprimées entre les parois du tunnel par le poids du reste du convoi. La locomotive de manœuvre et le wagon qui la suivait, restés sur les rails, furent propulsés 300 mètres plus loin, en dehors du tunnel.

### Le second choc
Pendant ce temps, en sens inverse, un train de marchandises gravissait la rampe, tiré par une puissante locomotive (de série dite «Santa Fé»). Il aurait normalement dû attendre l'express à Bembibre, mais compte tenu du retard de celui-ci, on avait décidé de reporter le croisement dans la gare de Torre del Bierzo, et il avait été lancé sur la voie unique.
Le disque avancé protégeant la gare de Torre del Bierzo lui indiquant voie libre (il s'avérera par la suite que les câbles de transmission de la signalisation mécanique avaient été détruits dans l'accident), le train marchait à bonne allure, quant à la sortie du tunnel no 21, son mécanicien aperçut un homme agitant les bras en lui faisant signe de stopper. C'était Gonzalo López Eugenio, le mécanicien de la locomotive de manœuvre, arrêtée à 200 mètres de là, qui alors que son chauffeur s'était enfui du lieu de l'accident, courait, bien que fortement commotionné par le choc, au devant du convoi pour tenter d'éviter une nouvelle catastrophe.
Malgré cette tentative désespérée, le train de marchandises, lancé à environ 50 km/h et poussé par les 747 tonnes de ses 27 wagons de charbon ne put s'arrêter à temps. Dans la collision, les deux locomotives et un certain nombre de wagons déraillèrent et s'entassèrent dans la tranchée entre les deux tunnels, fauchant l'héroïque Gonzalo López Eugenio et tuant également quatre cheminots du train tamponneur : son mécanicien et les trois occupants du fourgon de tête. Les témoins ont rapporté qu'ajoutant encore à l'atmosphère d'horreur de ce double accident, le sifflet de la machine de manœuvre fonctionna jusqu'à ce que sa chaudière soit hors pression.

## Suites

### Incertitudes sur le bilan
Les cinq dernières voitures et le fourgon de queue du train-poste étaient restés sur les rails et à l'air libre. Leurs occupants purent, selon leur état, les quitter par eux-mêmes ou en être évacués par les premiers sauveteurs, arrivés des villes voisines. En revanche, dans le tunnel, le feu prit et se propagea immédiatement du fait de l'explosion des réservoirs de gaz d'éclairage, empêchant toute tentative d'accès par les secours. Voyageurs, cheminots et postiers, pris au piège de la fournaise, furent tous carbonisés dans l'incendie qui dura trois jours, alimenté à la fois par les caisses en bois des voitures et le charbon contenu dans le tender et les deux wagons écrasés. Lorsque les restes calcinés furent enfin accessibles, ni l'identification, ni même le dénombrement exact des victimes ne furent possibles.
La censure exercée par les autorités franquistes s'est efforcée de minimiser la gravité de l'accident en ne diffusant que des informations sommaires et incomplètes. Ainsi, les journaux de l'époque firent d'abord état de 57 morts, avant que quelques mois plus tard, le 4 mai 1944, une sentence du conseil de guerre de Valladolid constitué en Tribunal spécial des accidents ferroviaires établisse le bilan définitif à 83 morts, 64 blessés et 1.300.000 pesetas de dégâts matériels.
Les témoignages des rescapés et des agents de la RENFE, notamment ceux ayant participé aux opérations de secours et de déblaiement donnent à penser que l'estimation officielle du nombre des morts a été largement sous évaluée. En effet, en cette période de festivités de fin d'année, le train était fortement surchargé de passagers entassés dans les couloirs et sur les plateformes. Ainsi, même si les trois voitures de tête détruites dans le tunnel étaient celles de première classe, sans doute moins surchargées que celles de troisième classe situées en queue, on estime généralement entre 200 et 250 le nombre des passagers qui devaient s'y trouver et y perdre la vie. En l'absence de sources fiables, d'aucuns, notamment John Marshall, historien britannique des chemins de fer, ont avancé des chiffres beaucoup plus élevés, allant de 500 à 800 morts.

### Les responsabilités
Lorsqu'il fut enfin possible de dégager la carcasse de la locomotive 4532, on constata que son équipe de conduite, présumée seule coupable, avait en réalité tout tenté pour ralentir le train, en renversant la vapeur, en ouvrant à fond le régulateur, et en bloquant les freins. L'enquête la dégagea donc d'une responsabilité qui n'aurait d'ailleurs pu être que symboliquement reconnue, puisqu'elle avait succombé dans l'accident après être restée aux commandes jusqu'au bout. 
Il aurait sans doute été possible de remonter dans la chaîne des causalités en incriminant la vétusté du matériel ou l'organisation du trafic. Cependant, le contexte agité d'un pays sortant de la guerre civile, et qui plus est immergé dans celui de la Seconde Guerre mondiale, n'était pas propice à des investigations susceptibles d'aboutir à une mise en cause de la RENFE nouvellement créée, et donc d'indisposer les autorités franquistes.

### Suppression du tunnelno20
Fragilisée par l'accident, la voûte de maçonnerie du tunnel no 20, percé dans un terrain superposant des couches de charbon, de schistes et de grès, présentait des signes d'instabilité exigeant une surveillance constante et de coûteux travaux de maintenance. Finalement, après sa mise sous cintres d'acier, il a été démantelé et remplacé par une tranchée en 1987.

### Court-métrage
Plus de cinquante ans après, l'accident a inspiré un court-métrage intitulé Túnel Número 20 réalisé par le cinéaste espagnol Ramón de Fontecha. Ce film prenant pour fil directeur la vie d'un des rescapés a été projeté au Festival international de Valladolid et a obtenu le Goya 2003 du meilleur court-métrage documentaire.